# Narcissus bicolor
 (mars 2025).
La mise en forme du texte ne suit pas les recommandations de Wikipédia : il faut le « wikifier ».
Les points d'amélioration suivants sont les cas les plus fréquents :
- Les titres sont pré-formatés par le logiciel. Ils ne sont ni en capitales, ni en gras.
- Le texte ne doit pas être écrit en capitales (les noms de famille non plus), ni en gras, ni en italique, ni en « petit »…
- Le gras n'est utilisé que pour surligner le titre de l'article dans l'introduction, une seule fois.
- L'italique est rarement utilisé : mots en langue étrangère, titres d'œuvres, noms de bateaux, etc.
- Les citations ne sont pas en italique mais en corps de texte normal. Elles sont entourées par des guillemets français : « et ».
- Les listes à puces sont à éviter, des paragraphes rédigés étant largement préférés. Les tableaux sont à réserver à la présentation de données structurées (résultats, etc.).
- Les appels de note de bas de page (petits chiffres en exposant, introduits par l'outil «  Source ») sont à placer entre la fin de phrase et le point final[comme ça].
- Les liens internes (vers d'autres articles de Wikipédia) sont à choisir avec parcimonie. Créez des liens vers des articles approfondissant le sujet. Les termes génériques sans rapport avec le sujet sont à éviter, ainsi que les répétitions de liens vers un même terme.
- Les liens externes sont à placer uniquement dans une section « Liens externes », à la fin de l'article. Ces liens sont à choisir avec parcimonie suivant les règles définies. Si un lien sert de source à l'article, son insertion dans le texte est à faire par les notes de bas de page.
- La présentation des références doit suivre les conventions bibliographiques. Il est recommandé d'utiliser les modèles {{Ouvrage}}, {{Chapitre}}, {{Article}}, {{Lien web}} et/ou {{Bibliographie}}. Le mode d'édition visuel peut mettre en forme automatiquement les références.
- Insérer une infobox (cadre d'informations à droite) n'est pas obligatoire pour parachever la mise en page.

Pour une aide détaillée, merci de consulter Aide:Wikification.
Si vous pensez que ces points ont été résolus, vous pouvez retirer ce bandeau et améliorer la mise en forme d'un autre article.
Espèce
Classification APG III (2009)
Statut de conservation UICN

 LC  : Préoccupation mineure
Narcissus bicolor, le narcisse bicolore, est une espèce de plante bulbeuse appartenant à la famille des Amaryllidacées endémique des Pyrénées.

## Description

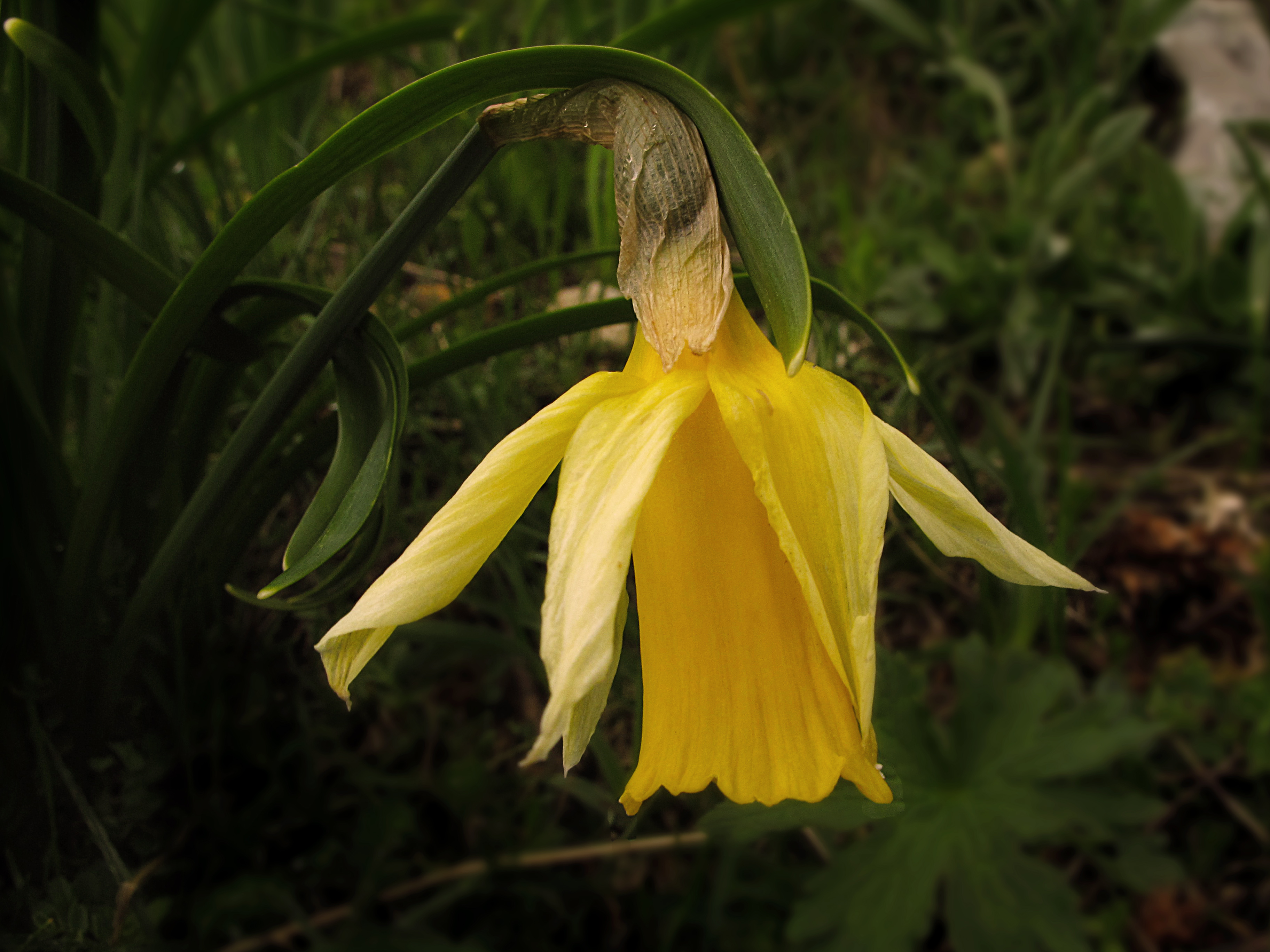

C'est une jonquille classique, avec de grandes fleurs. Il ressemble à Narcissus abscissus, mais avec des pétales jaune pâle et une couronne jaune foncé. Il pousse le long de la frontière franco-espagnole.

## Taxonomie
Narcissus bicolor a été décrit par Carl von Linné et publié dans Species Plantarum ed. 2, 1:415, en 1762.
Cytologie
Nombre de chromosomes de Narcissus bicolor : 2n = 14
Étymologie
Le nom générique, Narcissus fait référence au jeune Narcisse de la mythologie grecque Νάρκισσος (Narkissos) fils du dieu fleuve Céphise et de la nymphe Leiriope ; qui se distinguait par sa beauté.
Ce nom dérive du mot grec : ναρκὰο, narkào (= narcotique) et fait référence à l'odeur pénétrante et enivrante des fleurs de certaines espèces (certains soutiennent que le mot dérive du mot persan نرگس et se prononce Nargis, indiquant que cette plante est enivrante).
bicolore : épithète latine signifiant « à deux couleurs ».
Synonymie
- Ajax bicolor (L.) Salisb., Trans. Hort. Soc. London 1: 346 (1812).
- Jonquilla bicolor (L.) Raf., Fl. Tellur. 4: 21 (1838).
- Narcissus pseudonarcissus var. bicolor (L.) Willk. et Lange, Prodr. Fl. Hispan. 1: 151 (1861).
- Panza bicolor (L.) Salisb., Gen. Pl.: 99 (1866).
- Narcissus major var. bicolor (L.) Nyman, Consp. Fl. Eur.: 709 (1882), nom. illeg.
- Narcissus pseudonarcissus subsp. bicolor (L.) Baker, Handb. Amaryll.: 4 (1888).
- Narcissus tubiflorus Salisb., Prodr. Stirp. Chap. Allerton: 221 (1796).
- Narcissus sibthorpii Haw., Trans. Linn. Soc. London 5: 24 (1800).
- Ajax lorifolius Haw., Suppl. Pl. Succ.: 119 (1819).
- Narcissus lobularis Schult. et Schult.f. in J.J.Roemer et J.A.Schultes, Syst. Veg. 7: 1732 (1830).
- Narcissus lorifolius (Haw.) Schult. et Schult.f. in J.J.Roemer et J.A.Schultes, Syst. Veg. 7: 944 (1830).
- Ajax maximus Haw., Monogr. Narciss. 3: 23 (1831).
- Ajax rugilobus Haw., Monogr. Narciss.: 3 (1831).
- Ajax tubiflorus (Salisb.) Herb., Amaryllidaceae: 303 (1837).
- Narcissus cambricus Steud., Nomencl. Bot., ed. 2, 2: 181 (1841).
- Narcissus rugilobus (Haw.) Steud., Nomencl. Bot., ed. 2, 2: 183 (1841).
- Narcissus pseudonarcissus var. concolor Bromf., Fl. Vect. 2: 497 (1856).
- Narcissus pseudonarcissus var. broomfieldii Syme in J.E.Smith, Engl. Bot., ed. 3, 9: 158 (1869).
- Narcissus pseudonarcissus var. lorifolius (Haw.) Gillot, Bull. Soc. Bot. France 30: 15 (1883).
- Narcissus tubulosus Bald., Nuovo Giorn. Bot. Ital., n.s., 6: 351 (1899).
- Narcissus obvallaris var. toscanus Pugsley, J. Roy. Hort. Soc. 58: 56 (1933).
- Narcissus pseudonarcissus var. concolor (Bromf.) Pugsley, J. Roy. Hort. Soc. 58: 56 (1933).

## Répartition
Elle pousse le long de la frontière franco-espagnole.

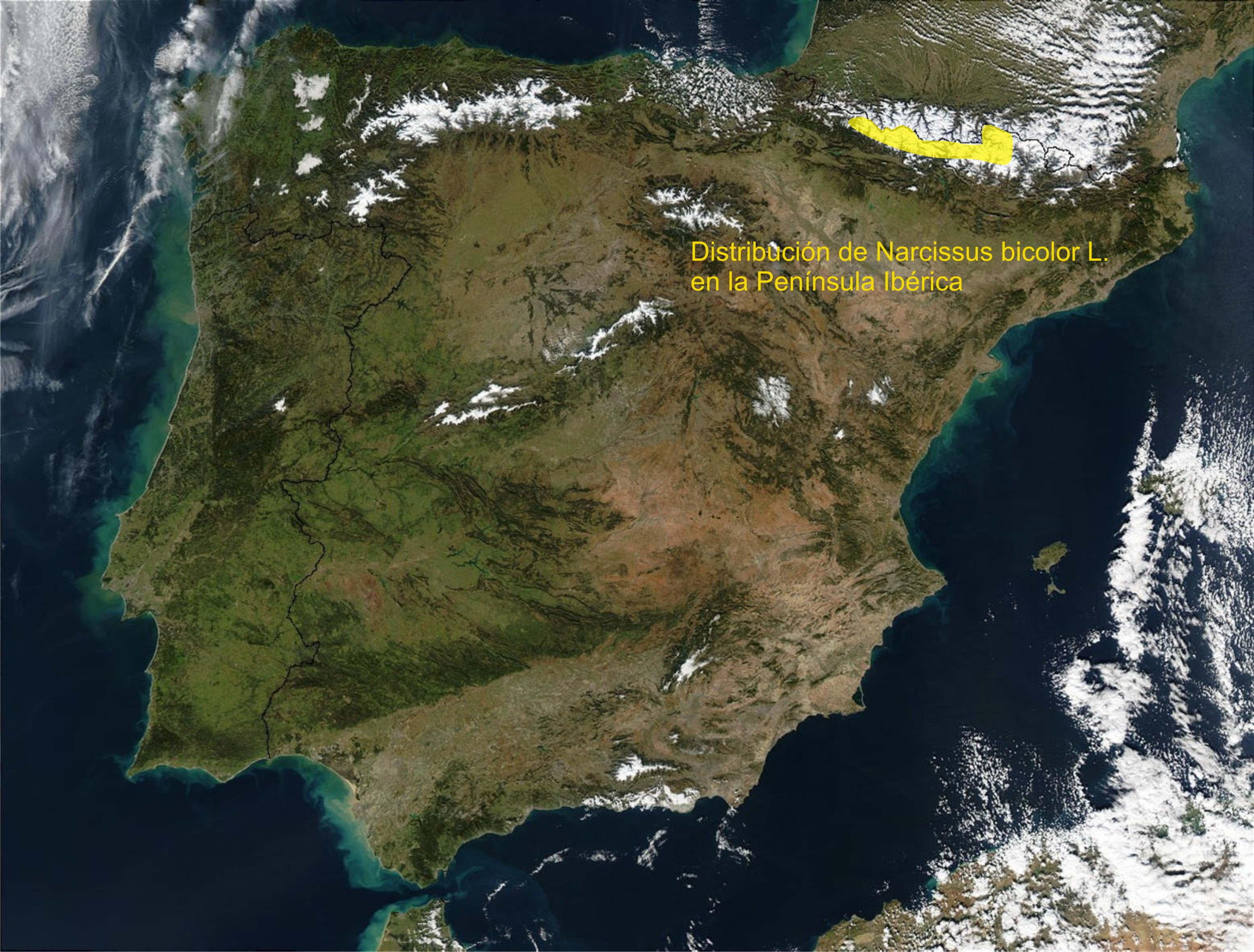
Narcissus bicolor - Distribution naturelle.